# Нарышкин, Александр Александрович
Александр Александрович Нарышкин (1726—1795) — троюродный брат императрицы Елизаветы Петровны, видный царедворец из рода Нарышкиных: действительный тайный советник, обер-шенк, сенатор, кавалер ордена Андрея Первозванного.

## Биография
Родился 22 июля (2 августа) 1726 года в семье Александра Львовича Нарышкина и его жены, Елены Александровны, урожденной Апраксиной. В 1745 году был пожалован в действительные камергеры и начал службу при дворе. Четыре года спустя был назначен состоять при наследнике Петре Фёдоровиче и находился при нём до его кончины. В 1755 году назначен гофмаршалом при дворе наследника.
В кратковременное царствование Петра III находился в числе лиц, составлявших тесный круг его приближенных. При вступлении Петра III на престол был возведён в звание гофмаршала, а вскоре назначен обер-гофмаршалом. В 1760 году награждён орденом Александра Невского, а 6 апреля 1762 года ему был пожалован орден Андрея Первозванного.
Летом 1762 года при сборах Петра III в Померанию входил в число шести лиц, которым император в своё отсутствие предполагал поручить управление внутренними делами. Сопровождал Петра III, уже утратившего престол, в его последнем путешествии из Ораниенбаума в Петергоф и из Петергофа в Кронштадт.
По вступлении на престол Екатерины II был переименован в обер-шенки Высочайшего двора. В 1768 году назначен сенатором. 
Скончался от чахотки 7 (18) мая 1795 года в Петербурге и погребён в Александро-Невской лавре. Петербургский некрополь и Русский биографический словарь указывают дату смерти: 21 мая.

Князь А. Б. Куракин писал:
Нарышкина фамилия с сегодняшнего дня в трауре: Александр Александрович умер ударом, индижестием причиненным; третьего дня это с ним сделалось: объелся устриц, и два последних дня своей жизни провел в страданиях.

## Красная мыза
Обер-шенку Нарышкину принадлежало при въезде в Петербург по Петергофской дороге обширное имение, называемое Красной мызой и воспетое поэтом И. Ф. Богдановичем. По левую сторону дороги был деревянный дом с деревнею, построенный в голландском вкусе; по правую же сторону тянулся почти на версту, до самого взморья, английский парк с островами, беседками, круглым храмом, качелями, кеглями и т. п.; на каналах были плоты, гондолы и плавали лебеди. Крепостной оркестр исполнял роговую музыку. Мемуарист Е. Ф. Комаровский вспоминал, что к Нарышкиным на дачу «по праздникам съезжался почти весь Петербург»:
Всякое воскресенье и праздник, во все лето, на даче их было гулянье, и все приезжающие знакомые и незнакомые были потчеваемы даром чаем, фруктами, конфектами, лимонадом и аршадом.

## Семья

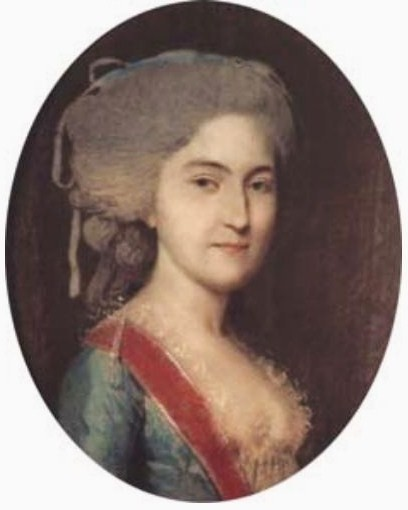
Анна Никитична, жена

В 1749 году Нарышкин женился на фрейлине Анне Никитичне Румянцевой (1730—1820), дочери генерал-майора Никиты Ивановича Румянцева и княжны Марии Васильевны Мещерской; двоюродной сестре графа П. А. Румянцева-Задунайского. Анна Никитична была очень дружна с императрицей Екатериной II, при её содействии устраивались свидания великой княгини с Понятовским. 
Брак Нарышкина был бездетен, и все его состояние наследовали его племянники, дети родного его брата, обер-шталмейстера Льва.